# Патера Ра
Ра — патера, или вулкан сложной формы, на спутнике Юпитера Ио. Назван по имени бога солнца Ра из египетской мифологии, название утверждено МАС в 1979 году.

## Геология
Ра является активным вулканом диаметром 41 км. Расположен к западу от вулкана Пеле и к юго-западу от патеры Локи.
Лавовые потоки, радиально исходящие из Ра, формируют крупнейшее из известных на Ио лавовое поле щитового типа, диаметром около 450 км и площадью около 250 000 км².
Предполагается, что продуктами извержения Ра является жидкая сера или вещество с высоким содержанием серы.

## Открытие и исследования
Впервые Ра был изучен в 1979 году, когда по стереоснимкам КА «Вояджер-1» были определены его геология, топография и источник извержения. При открытии гора достигала 1 км в высоту и обладала множеством лавовых потоков низкой вязкости до 250 км в длину, то есть «высоким уровнем вулканической активности». Снимки КА «Галилео», сделанные в 1996 году, показали на существенное изменение внешнего вида Ра за истекшие 17 лет и наличие его активной вулканической деятельности.